# روبرت أندرسون
روبرت أندرسون (بالسويدية: Robert Andersson)‏ (22 أغسطس 1971 بالسويد - ) هو لاعب كرة قدم سويدي في مركز الهجوم. لعب مع نادي غوتبورغ ونادي هالمستاد ونادي إيراكليس.

## وصلات خارجية
- روبرت أندرسون على موقع قاعدة بيانات كرة القدم.إي يو (الإنجليزية)
- روبرت أندرسون على موقع عالم كرة القدم.نت (الإنجليزية)